# Land Lebus

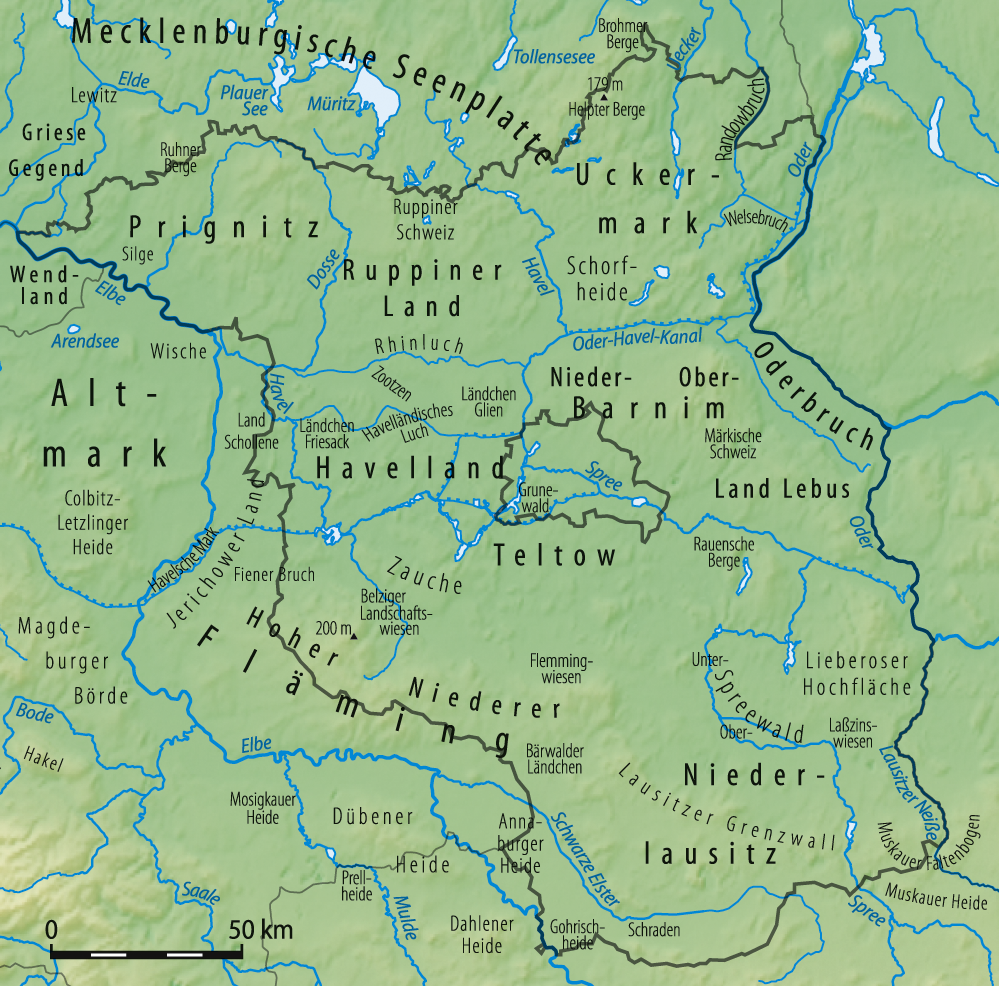
Der heute deutsche Teil des Landes Lebus im Osten von Brandenburg

Land Lebus (lateinisch terra lubucensis, auch Lebuser Land, polnisch Ziemia Lubuska) ist seit dem 13. Jahrhundert die Bezeichnung für ein Herrschafts- und Verwaltungsgebiet an der mittleren Oder. Der westliche Teil gehört zu Brandenburg und der östliche zur Woiwodschaft Lebus in Polen.
Von 1945 bis 1975 bezeichnete es auch die polnische Region östlich der Oder (Ziemia Lubuska).

## Geschichte

### Das Land Lebus unter den polnischen Piasten (um 950–1249)

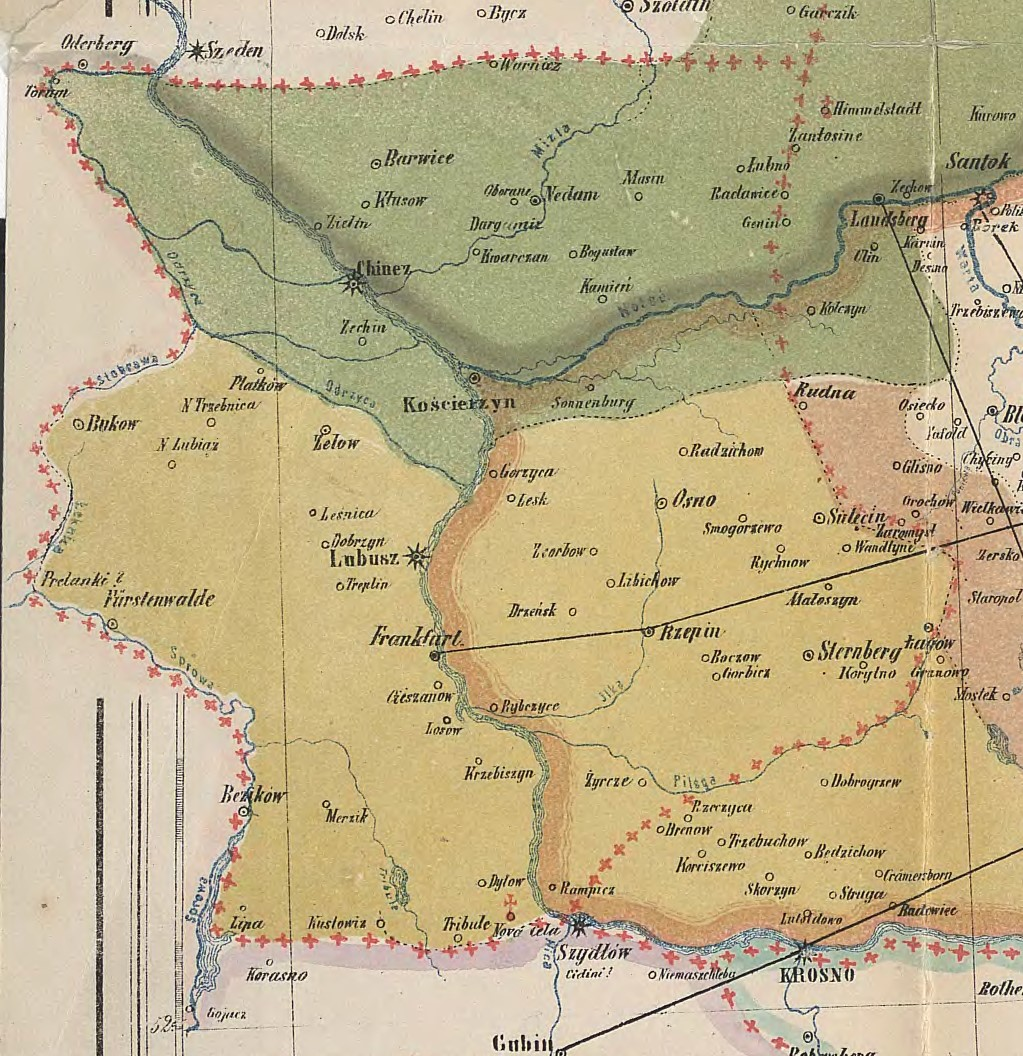
Land Lebus (Ziemia Lubuska) zur Zeit polnischer Herrschaft ca. 950~ 1250

Der slawische Stamm der Leubuzzi siedelte seit etwa seit dem 7. Jahrhundert wahrscheinlich im Gebiet an der Mittleren Oder um die Burg Lebus.
Seit der Mitte des 10. Jahrhunderts gehörte das Gebiet um die Burg Lebus zum Herrschaftsbereich des polnischen Herrschers
Bolesław Chrobry (der Tapfere) und seiner Nachfolger.
Um 1125 gründete Herzog Bolesław III. Schiefmund von Großpolen ein eigenes kleines Bistum Lebus, das wahrscheinlich dieselbe Größe wie das Land Lebus hatte.
Seit 1138 gehörte das Gebiet zum Herrschaftsbereich der Herzöge von Schlesien aus dem Stamm der Schlesischen Piasten. 1209 bis 1211 gehörte es kurzzeitig zur wettinischen Niederlausitz, danach wieder zu Schlesien. 1241/42 wurde sogar ein Mieszko von Lebus erwähnt, wahrscheinlich als formeller Herrscher des Landes Lebus.

### Das Land Lebus in der Mark Brandenburg (1249/87–um 1656)
1248 übergab Mieszkos Bruder Bolesław II. das Land Lebus („terra lubucensis“) an den Brandenburger Erzbischof Wilbrand von Käfernburg. 1249 kam ein Teil dieses Landes an die brandenburgischen Askanier, 1287 das gesamte Territorium. In den entsprechenden Urkunden wurde die Bezeichnung Land Lebus erstmals genannt. 1326 verwüsteten Polen und Litauer bei einem Kriegszug das Land Lebus.
In den folgenden Jahrhunderten gehörte das Gebiet westlich der Oder zur Mittelmark, das Gebiet östlich der Oder zur Neumark („marchia transoderana“). Im 16. Jahrhundert wurden die Ämter Lebus, Fürstenwalde und andere gebildet.
Im 17. Jahrhundert wurde der Lebusische Kreis gebildet. Seit 1818 gab es im neuen Regierungsbezirk Frankfurt westlich der Oder den Kreis Lebus und östlich der Oder den Kreis Sternberg, der ab 1873 in die Kreise Oststernberg und Weststernberg geteilt war.
Nach 1945 wurden diese Kreise aufgelöst.

### Nach 1945 in Deutschland und Polen
1945 wurde stattdessen in Polen die Ziemia Lubuska (Land Lebus) gebildet. Diese wurde 1975 wieder aufgelöst.
Die Gebiete westlich der Oder kamen zu den Kreisen Frankfurt, Fürstenwalde und Seelow im Bezirk Frankfurt/Oder.
Seit 1995 umfasste der Landkreis Märkisch-Oderland sowie kleine Gebiete im Landkreis Oder-Spree das Gebiet des ehemaligen Landes Lebus.
1999 wurde in Polen eine große Woiwodschaft Lebus gebildet, die das Gebiet der gesamten ehemaligen östlichen Neumark umfasste, sich aber begrifflich an die alte Burg und Stadt Lebus anlehnte und sich in einer historischen Tradition mit dem mittelalterlichen Land Lebus sieht.
Das Land Lebus wurde für 2003/2004 zur grenzüberschreitenden Landschaft des Jahres gewählt.

## Lebuser Platte
Die eiszeitliche Lebuser Platte wird im Norden und Nordosten vom Eberswalder und im Süden vom Berliner Urstromtal begrenzt. Im Osten schließt das Odertal die Hochfläche ab. Die westliche Begrenzung zum Barnim bildet die Buckow-Rinne oder Löcknitz-Stobber-Rinne, die neben diesen beiden Flüssen vom Roten Luch, vom Stobberbach und von Seenketten mit Seen wie dem Liebenberger See oder Maxsee geprägt wird.